# Marian Kaznowski
Marian Kaznowski (ur. 2 stycznia 1931 w Koziegłowach, zm. 29 grudnia 2009 w Częstochowie) – polski żużlowiec i sędzia sportu żużlowego.

## Życiorys
Absolwent IV Liceum Ogólnokształcącego im. H. Sienkiewicza w Częstochowie. W latach szkolnych uczył się gry na organach i innych dętych instrumentach, był również dyrygentem szkolnej orkiestry w liceum, a nawet komponował utwory.
W 1946 roku jako 15-latek rozpoczął żużlową karierę we Włókniarzu Częstochowa. Reprezentant kraju - w 1951 r. uczestnik zawodów w Szwecji. W 1954 po wypadku w Lesznie i amputacji nogi wycofał się z czynnego uczestnictwa w zawodach żużlowych, był jednak we władzach Polskiego Związku Motorowego (od 1955 r.) jako sędzia.
W latach 1952–54 studiował na Politechnice Łódzkiej, a następnie w latach 1955–57 Politechnice Częstochowskiej.
Pełnił funkcję przewodniczącego Komitetu Oddziału Stowarzyszenia Narodowego Funduszu Ochrony Zdrowia w Częstochowie; radny wojewódzki (prowadził Komisję Handlu i Drobnej Wytwórczości), wiceprzewodniczący Rady Nadzorczej w Wojewódzkim Szpitalu Zespolonym w dzielnicy Tysiąclecie.
Działał w Stronnictwie Demokratycznym, z ramienia którego ubiegał się o mandat posła na Sejm w wyborach parlamentarnych 1985 i 1991.
16 lutego 2012 roku jego imieniem nazwano rondo u zbiegu ulic Legionów i Żużlowej w Częstochowie.

## Osiągnięcia
| Osiągnięcia: | Osiągnięcia: | 4. miejsce (1950) | 4. miejsce (1950) | 4. miejsce (1950)                                   | 4. miejsce (1950)     |
| Sezon        | Miasto       | Msc               | Pkt               | Biegi                                               | Klub                  |
| 1949         | Leszno       | -                 | -                 | brak motocykla                                      | Włókniarz Częstochowa |
| 1950         | Kraków       | 4                 | 16                | (4,4,3,2,3)                                         | Włókniarz Częstochowa |
| 1951         | Wrocław      | 14                | 3                 | (1,1,0,1,0)                                         | Włókniarz Częstochowa |
| 1952         | Wrocław      | 12                | 4                 | (2,0,1,1,w)                                         | Włókniarz Częstochowa |
| 1954         | 5 finałów    | 9                 | 15                | ns 2 (?,?,?,?) 4 (2,2,u,ns) 6 (1,0,3,2) 5 (2,1,1,1) | Włókniarz Częstochowa |

## Inne ważniejsze turnieje
| Osiągnięcia: | Osiągnięcia: | 5. miejsce (1951) | 5. miejsce (1951) | 5. miejsce (1951) | 5. miejsce (1951) |
| Sezon        | Miasto       | Msc               | Pkt               | Biegi             | Kluby             |
| 1951         | Leszno       | 5                 |                   |                   | Częstochowa       |
| 1952         | Leszno       | 9                 | 5                 | (1,1,2,1)         | Częstochowa       |
| 1954         | Leszno       | 8                 | 4                 | (2,2,u,ns)        | Częstochowa       |